# 卢奴县
卢奴县，中国古县名，县城位于今河北省定州市的市区。
西汉、东汉、曹魏、西晋年间均为中山国都。后燕定都于此，更名弗违。北魏复名，以为定州治所。北齐时，与安喜县、魏昌县、唐县合并为安喜县，治原卢奴城。